# Cinq pièces faciles (Stravinsky)
Cinq pièces faciles est un ensemble de morceaux pour piano à quatre mains du compositeur russe Igor Stravinsky. Ils sont achevés en 1917 et publiés sous forme d'ensemble à l'hiver 1917-1918.

## Composition
Les Cinq pièces faciles sont commandées par la patronne française Eugène Murat en novembre 1916. L'offre originale était de publier les Trois pièces pour quatuor à cordes de Stravinsky, ce qu'il a refusé de faire. Cependant, il accepte de publier plusieurs pièces courtes, parmi lesquelles Renard, la Berceuse du chat et les Cinq pièces faciles chez l'éditeur Adolphe Henn.  Stravinsky a composé chacun des mouvements de la collection en une seule journée dans sa maison de Morges.
Le premier mouvement, Andante, est composé le 4 janvier 1917 ; le troisième mouvement, Balalaika, qui est aussi la pièce préférée de Stravinsky, est composé le 6 février 1917 ; le quatrième, Napolitana, est composé le 21 février 1917 ; le cinquième, Galop, est composé le 28 février 1917. Il prend ensuite une pause plus longue que prévu, et terminé le deuxième morceau, Española, le 3 avril 1917, juste un jour avant d'envoyer toutes les compositions pour publication. Toutes les compositions ont été publiées plus tard la même année et cet ensemble a été créé à Paris le 9 février 1918. 

## Analyse
Une performance typique des compositions dure environ cinq à six minutes. Cet ensemble est composé de quatre mouvements :
1. Andante
2. Española
3. Balalaika
4. Napolitana
5. Galop

Comme pour les Trois pièces faciles, ces cinq morceaux ont été reconnus par les savants et collègues musiciens sous le nom de Gebrauchsmusik, c'est-à-dire une musique dont on ne pensait pas au départ être interprétée, mais qui sert un but. Dans ce cas, les deux compositions étaient destinées à être utilisées comme outils pédagogiques pour les enfants de Stravinsky. Ici, le primo est beaucoup plus facile que le secondo, contrairement aux Trois pièces faciles, dans lequel le secondo était la partie facile. 
Pour cette composition, Stravinsky s'est inspiré des styles de différentes régions, cultures et mouvements culturels. Le premier mouvement, Andante, est un hommage à Erik Satie et utilise en conséquence un style similaire. Le deuxième mouvement, Española, s'inspire des souvenirs de Stravinsky de sa visite en Espagne l'été précédent. Le troisième mouvement, Balalaika, présente une forte réminiscence des racines russes de Stravinsky. Le quatrième mouvement, Napolitana, a été inspiré lors de sa première visite en Italie et tente d'imiter le style napolitain. Certains musiciens, comme le pianiste Paul Jacobs, ont reconnu une référence indirecte (ou une "citation erronée", comme le disait Jacobs) à la chanson populaire " Funiculì, Funiculà ".  Enfin, le cinquième mouvement, Galop, tente de ressembler à un Can-can français et est basé sur des croquis qui ont été conçus pour la première fois lors de la composition des Trois pièces faciles.

## Arrangements
Les quatre premiers mouvements ont été retravaillés, arrangés pour petit orchestre et publiés sous la Suite no 1. Cependant, il a décidé de laisser le Galop de côté et l'a arrangé pour un petit orchestre pour la Suite no 2, peut-être en tenant compte de sa conception initiale. La Suite no 1 a été publiée en 1921, mais a été créée pour la première fois en 1926, tandis que la Suite no 2 a été publiée en 1925.